# Marie Jonet
Marie Jonet, född 1730, död 1797, var en fransk barnmorska.  Hon var chefsbarnmorska på Hôtel-Dieu de Paris 1775-1797 och gjorde sig där känd som pionjär då hon reducerade död i barnsäng genom bland annat praktisera Francois Doublets nya kur mot barnsängsfeber. Hon var mor till barnmorskan Marie-Louise Lachapelle.